# Попов, Борис Никанорович
Борис Никанорович Попов (1909—2001) — живописец, график, театральный художник, Заслуженный работник культуры РСФСР (1975).
Вёл большую общественную работу в Московской организации СХ, долгие годы был членом правления столичного Фонда мира.
Супруга Галина Сергеевна Соловьева - художница живописи в жанре сказок.
Мать Б. Н. Попова - из московской дореволюционной интеллигенции, участница Революции и Гражданской войны, работала с Лениным, знала иностранные языки, прожила 104 года.
В начале 1920-х гг. учился в Московской опытно-показательной школе-коммуне (МОПШКа) им. П. Н. Лепешинского, где увлекся рисованием и начал заниматься под руководством художника и педагога Я. А. Башилова. В 1926—1930 гг. продолжил учебу в Московском государственном техникуме изобразительных искусств памяти 1905 г. у Е. Н. Якуба и С. Н. Николаевского, получил диплом художника-декоратора.
В 1930—1933 гг. работал театральным художником в театрах Владивостока, Ачинска и других городов Дальнего Востока и Сибири.
В 1945 г. с группой художников рисовал послевоенный Берлин.
В 1966, 1976 гг. из творческой поездки по Туве и Монголии привёз серию пейзажей и картины жизни и быта пограничников (н.п. - Хандыгайты, Мугур-Аксы, оз. Урэг-Нуур, Убсу-нур), в Монгун-тайге и на Тодже.
В 1976 г. запечатлел на холсте начало строительства Саяно-Шушенской ГЭС.
Участвовал во многих московских и всесоюзных выставках. В 1990-х гг. много работал в Праге и её окрестностях. Работы хранятся в России и за рубежом. В музеях Москвы, Красноярска, Иркутска, Донецка и частных собраниях.